# Islamische Azad-Universität Damavand
Die Islamische Azad-Universität Damavand (auch bekannt als Islamic Azad University of Damavand) ist einer der Hochschulstandorte der Islamischen Azad-Universität in Damawand im Iran. Sie wurde im Jahr 2002 mit zwei großen Studienschwerpunkten gegründet und liegt östlich von Teheran. Mit 54 Hauptstudienfächern und mehr als 12.000 Studenten in Bachelor- und Master-Studiengängen ist sie heute ein bedeutender Zweig der technischen und naturwissenschaftlichen Ausbildung im Land.

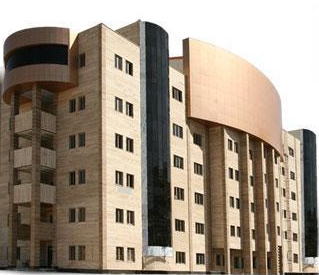
Islamische Azad-Universität von Damavand, Teheran, Iran

## Akademien
- Agrarwissenschaften
- Architektur
- Bauingenieurwesen
- Elektronische Energietechnik
- Elektrische Energietechnik
- Geologie
- Journalismus
- Maschinenbau
- Öffentlichkeitsarbeit
- Pädagogik
- Rechnungswesen
- Recht
- Industrial Engineering
- Technische Informatik
- Informationstechnik
- Umweltingenieurwissenschaften